# Alfred Delp
Alfred Delp (15. september 1907 – 2. februar 1945) var en tysk jesuit, som blev henrettet på grund af sin modstand mod nazismen.

## Arrestation og retssag
Alfred Delp blev arresteret den 28. juli 1944 i München mistænkt for det mislykkede 20. juli-attentat mod Adolf Hitler. Sammen med Helmuth von Moltke og Franz Sperr blev han dømt til døden for høj- og landsforræderi ved Volksgerichtshof (folkedomstolen) af Roland Freisler. Domstolen frafaldt senere beskyldningerne om, at han skulle have været med i 20. juli-attentatet. Men hans engagement i modstandsgruppen Kreisau-kredsen, hans arbejde som jesuitpræst og hans kristelig-sociale livsyn var nok til, at han blev offer for det nazistiske "retssystem".

## Henrettelse
Under sit fængselsophold tilbød Gestapo ham løsladelse, hvis han meldte sig ud af jesuiterordenen. Han afslog. Delp var som alle mistænkte i 20. juli-attentatet i håndjern dag og nat. Fanger blev henrettet iført deres håndjern. Den 2. februar 1945 blev Delp henrettet i Plötzensee, dagen før Roland Freisler døde under et luftangreb. Der blev udstedt ordre fra Heinrich Himmler om, at alle, der var blevet henrettet i forbindelse med 20. juli-attentatet, skulle kremeres, og deres aske skulle spredes forskellige steder. Alfred Delps aske blev spredt ved Berlin. Stedet er aldrig lokaliseret.